# Machaerium paniculatum
Machaerium paniculatum är en ärtväxtart som beskrevs av George Bentham. Machaerium paniculatum ingår i släktet Machaerium och familjen ärtväxter. Inga underarter finns listade i Catalogue of Life.